# Т-44
Средният танк Т-44 влиза на въоръжение в Съветската армия през 1944 г. Серийното производство започва в Харковския завод No. 75, гр. Харков, Украйна. Наследник е на известния Т-34 и предшественик на основния среден танк Т-54/55. Въпреки големите прилики с Т-34 това е принципно нова машина, която поставя началото на ново поколение танкове. Остава на въоръжение в Съветската армия до края на 1970-те години.

## История
Работата по създаването на Т-44 започва в края на 1943 г. – първият прототип е конструиран декември 1943-януари 1944 г. Танкът е разработен в Конструкторско бюро към завод №183, който е евакуиран от Харков в Нижни Тагил на територията на Уралвагонзавод, под ръководството на Александър А. Морозов. Разработен е на основата на Т-34, като съществено влияние оказват още 2 машини – експерименталните Т-34М и Т-43. Прототипът е обозначен като „Обект 136“. Първите три прототипа са изготвени през януари-февруари 1944 г. Образец №1 и №2 са въоръжени с 85-mm оръдие Д-5Т и по две 7,62-mm картечници ДТ. Образец №3 е въоръжен със 122-mm оръдие Д-25-44Т, специално разработено за него от завод №9 с намалена с 2 до 4% мощност на изстрела и унитарен снаряд. Първите модификации имат челна броня на куполата 90 mm и маса 30,4 t.
След провеждането на изпитания на образец №2 през февруари и март и отстраняването на забелязаните недостатъци, през май 1944 г. са изготвени нови два екземпляра, вече въоръжени с 85-mm оръдие ЗИС-С-53. Танковете вече са с челна броня на куполата 115 mm и маса 31,3 t. След отстраняването на забележките през август-септември е построена трета модификация – Т-44А с челна броня на купола 120 mm и маса 30,3 t. На танка е монтиран дизелов двигател В-44 с мощност 500 к.с. През ноември 1944 г. танкът е приет на въоръжение.
Серийното производство започва в завод №75, гр. Харков, Украйна. Първите 5 машини са произведени още през ноември 1944 г., а до края на годината са предадени общо 25 машини. Корпусите се произвеждат от завод 264 в Сарепта (днес част от Волгоград), а летите куполи – от Завод имени Ильча в Мариупол. От пролетта на 1945 г. влиза на въоръжение в Съветската армия. До края на 1945 г. са произведени 965 танка. Танкът не взема участие във Втората световна война.
През 1945 г. е разработен нов купол за 100-mm оръдие Д-10Т. Върху купола на турел е монтирана зенитна картечница ДШК. Модификацията със 100-mm оръдие, наречена Т-44Б, е основата за разработването на новия среден танк Т-54, чието производство започва през 1947 г. Именно поради това спира и работата по усъвършенстването му. Серийно танкът е произвеждан до края на 1947 г., но остава на въоръжение в Съветската армия до края на 1970-те години.
През 1961 г. в модификацията Т-44М двигателят, ходовата част и трансмисията са унифицирани с тези на Т-54, добавени са и прибори за нощно виждане, а през 1966 г. на танка е монтиран стабилизатор на оръдието – модификация Т-44С.
Единственият конфликт, в който участва танкът, е потушаването на Унгарското въстание през 1956 г. – "Операция „Вихър“. За сметка на това танкът е използван в редица филми, където обикновено изобразява други танкове – T-VI Тигър във филма „Освобождение“, Т-34 във филмите „Бащата на войника“ и „Офицери“.

## Устройство

### Корпус и купола
Въпреки големите външни прилики с Т-34-85, Т-44 рязко се различава от него като габарити, вътрешна компоновка и устройство. Напречно разположеният двигател позволява скъсяване на дължината и височината на корпуса, както и да се намали общото му тегло, благодарение на което става възможно да се усили бронезащитата. Увеличено е и бойното отделение за сметка на двигателно-трансмисионното. Челният брониран лист е поставен на 60°, а в същото време куполата е отместена в средната част на корпуса. Това позволява да бъде елиминирана характерната слабост на Т-34 – люкът на механик-водача – сега той е изместен отгоре на корпуса. Екипажът на танка е намален на 4 души – без допълнителен картечар-радист, а картечницата в челния лист на борда се управлява от механик-водача (а с радиостанцията работи командирът на танка). На освободеното място са добавени горивни резервоари. Формата на куполата е направена с по-обтекаема форма и увеличен обем.

### Двигател и трансмисия
На танка се монтира нов двигател – дизелов В-44 с мощност 520 к.с. и нова петстепенна скоростна кутия. Двигателят се разполага напречно в машинно-трансмисионното отделение. В трансмисията на танка за предаване на усилията от двигателя с паралелно разположената спрямо него скоростна кутия се използва нов агрегат – „китара“ – редуктор с предавателно число 0,7. Благодарение на това числото на оборотите е увеличено, а скоростната кутия е направена компактна и лека. Масленият и водният радиатор са поставени хоризонтално под капака на моторно-трансмисионното отделение в еднороден въздушен поток, което прави охлаждането по-ефективно.

### Ходова част
Ходовата част е изградена от водещи колела, аналогични като конструкция с колелата на Т-34-95, но с по-голям диаметър – 650 mm (635 mm при Т-34). Опорните ролки на Т-44 са сдвоени с гумени бандажи и са с по-малки размери от тези на Т-34. Танкът е с индивидуално торсионно окачване за разлика от Т-34, който е с окачване тип „Кристи“. Новото оказване позволява да се намали височината на танка, да се опрости обслужването и да се увеличи обемът на бойното отделение. Траковете на веригите първоначално са идентични с тези на Т-34, но по-късните модели имат вериги, подобни на тези на Т-54.

## Модификации
- T-44-85 – опитен образец, въоръжен с 85-mm оръдие Д-5Т.
- T-44-122 – опитен образец, въоръжен със 122-mm оръдие Д-25-44T.
- T-44-100 (Т-44Б) – танкът е въоръжен със 100-mm оръдие Д-10Т. На негова основа е разработен по-късно Т-54.
- Т-44А – танкът е въоръжен с 85-mm оръдие ЗИС-С-53. Основна производствена модификация.
- Т-44М – модернизация на Т-44А от 1961 г. Въоръжен с прибори за нощно виждане, нов тип радиостанция и напълно променено отделение за управление на машината.
- Т-44МК – модернизация на Т-44М от 1963 г. Командирска версия на танка.
- Т-44С – модернизация на Т-44М от 1966 г. Поставени са стабилизатори на оръдието.
- БТС-4A – бронирана ремонтно-евакуационна машина.

## Машини на основата на Т-44
* СУ-100М-2 – проект САУ със 100-mm оръдие Д-10С (1944).
- СУ-100-44 „Гром-1“ – проект САУ със 100-mm оръдие Д-10С (1944/45).
- СУ-122-44 „Гром-2“ – проект САУ със 122-mm оръдие Д-25С (1944/45).
- СУ-101 „Уралмаш-1“ – опитен образец САУ със 100-mm оръдие Д-10С (1945).
- СУ-102 „Уралмаш-1“ (СУ-101М) – опитен образец САУ със 122-mm оръдие Д-25-44С (1945).
- БТС-4 – танков влекач (1963).